# 167 Urda
A 167 Urda a Naprendszer kisbolygóövében található aszteroida. Christian Heinrich Friedrich Peters fedezte fel 1876. augusztus 28-án.